# Ponte Mammolo (ponte)

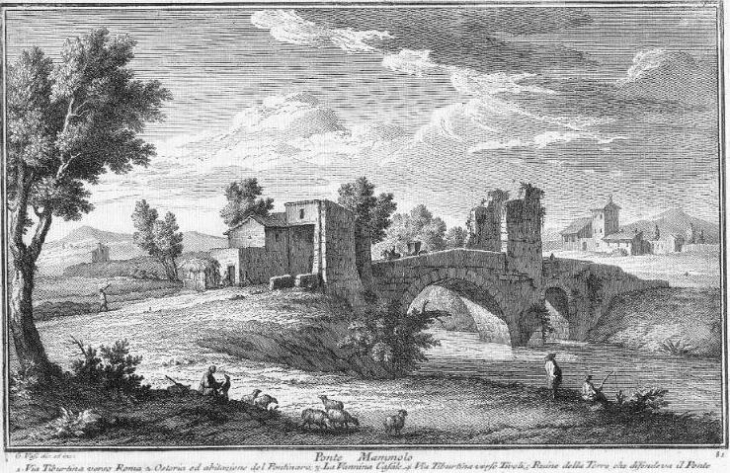
Gravura de Ponte Mammolo medieval por Giuseppe Vasi (1754). A Casale la Vannina é visível ao fundo.

Ponte Mammolo é uma ponte da Via Tiburtina sobre o rio Aniene, na fronteira dos quartieres Pietralata e Ponte Mammolo de Roma, na zona Tor Cervara.

## Nome
O nome desta ponte não tem qualquer relação com a flor viola mammola, conhecida popularmente como mammoletta, muito comum na Reserva Natural do Vale do Aniene, um parque natural nas imediações. Seu nome em latim era Pons Mammeus ou Pons Mammi, que os estudiosos acreditam ser uma referência a Júlia Mameia, mãe do imperador romano Alexandre Severo, que promulgou um decreto determinando sua reforma. Alguns, por outro lado, defendem que o nome seja derivado de uma contração de "marmoreus", uma referência ao fato de ela ter sido construída originalmente em mármore travertino.
Seu nome na forma atual foi atestado pela primeira vez em 1388 e o que é certo é que a ponte emprestou seu nome ao quartiere homônimo e também à estação do metro de Roma que fica ali perto.

## História

### Ponte romana

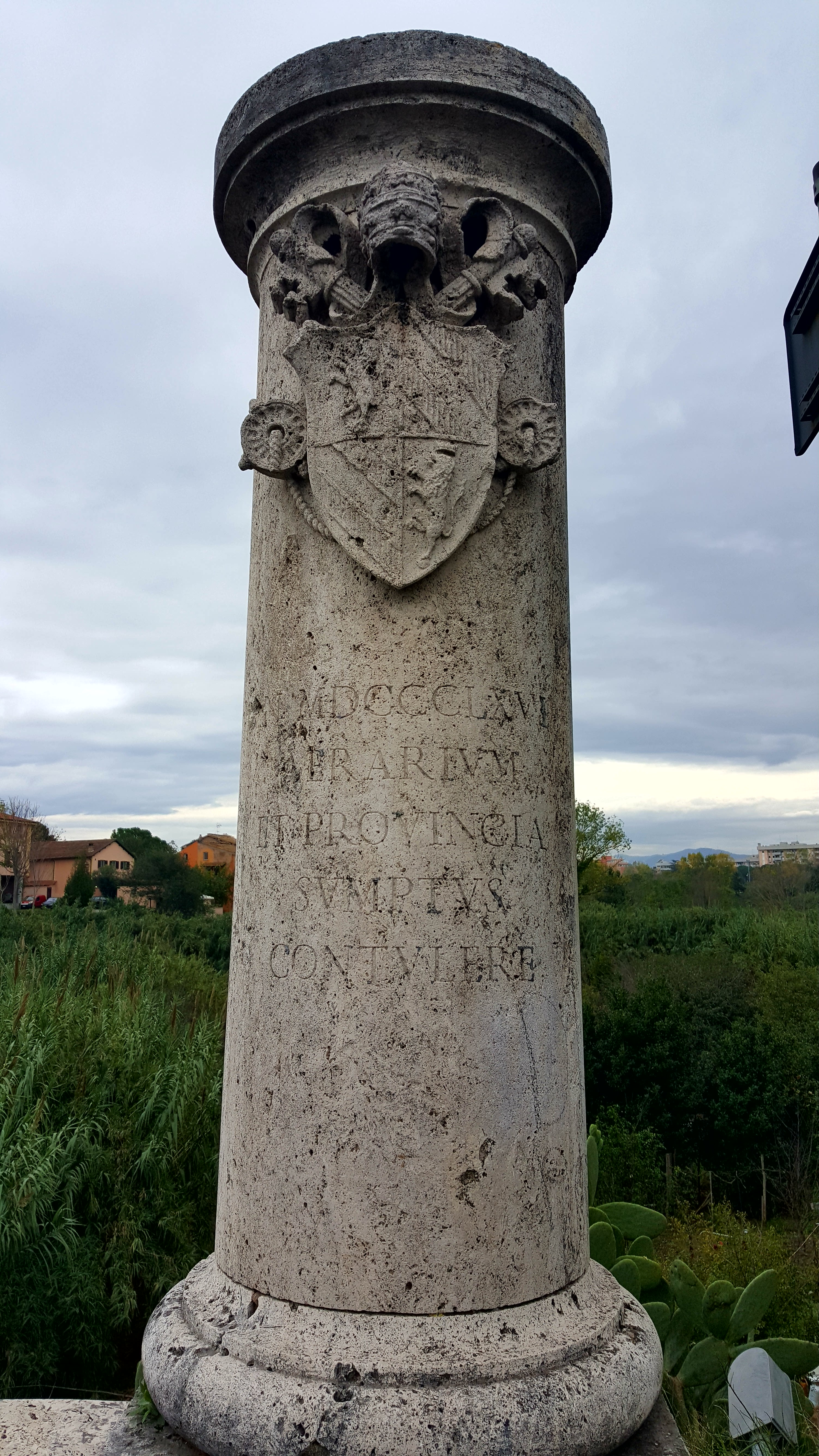
Coluna na moderna Ponte Mammolo reminiscente à antiga ponte do papa Pio IX com a inscrição "AN MDCCCLXVI AERARIUM ET PROVINCIA SUMPTUS CONTULERE".

Originalmente a ponte tinha três arcos, com o central maior que os dois laterais, em opus quadratum ou apenas dois, um maior e outro menor. No século VI, durante as "invasões bárbaras", a ponte foi destruída pelo rei ostrogótico Tótila (r. 541–552), e foi reconstruída logo em seguida pelo general bizantino Narses. Alguns desenhos antigos atestam que a ponte, com dois arcos, contavam com torreões defensivos, o que levou alguns estudiosos a defenderem que eles seriam restos de uma antiga fortaleza.
Uma tradição popular em Roma defende que o general cartaginês Aníbal passou pela Ponte Mammolo durante sua marcha em direção a Roma na Segunda Guerra Púnica (218-201 a.C.). Durante o período medieval, a tradição transformou o local em cenário para vários eventos famosos, incluindo um encontro entre o imperador Henrique V do Sacro Império Romano-Germânico e o papa Pascoal II durante a "Questão das Investiduras" (1111) e uma passagem do papa Inocêncio III, em 1133, durante o seu retorno da França acompanhado pelo imperador Lotário II e sua esposa Ricarda.
Uma bula de 1363 estabeleceu a "numeratio percudum": todos os carneiros, bodes e cabras que entravam ou saíam da ponte deviam ser marcados e que nenhuma carroça puxada por cavalos, bois ou búfalos podiam passar pelas pontes de Roma, exceto pela Ponte Mammolo,  "sine taglione", ou seja, sem uma carroça; animais encontrados sem essa marca seriam confiscados pela Câmara Apostólica. Em 1433, a ponte foi ocupada por Antonio da Pontedera, genro de Niccolò Fortebraccio, e, em 1485, por Paolo Orsini, o que revela que a ponte era uma posição estratégica para as várias famílias em conflito em Roma na época. Conhecida já no tempo de Carlos Magno como "Ponte Tiburtino", sua importância estratégica é confirmada ainda pela presença, a cerca de 100 metros do quilômetro 9 de uma casa-torre (Casale la Vannina, visível na gravura de Vasi) que domina o acesso ao rio.

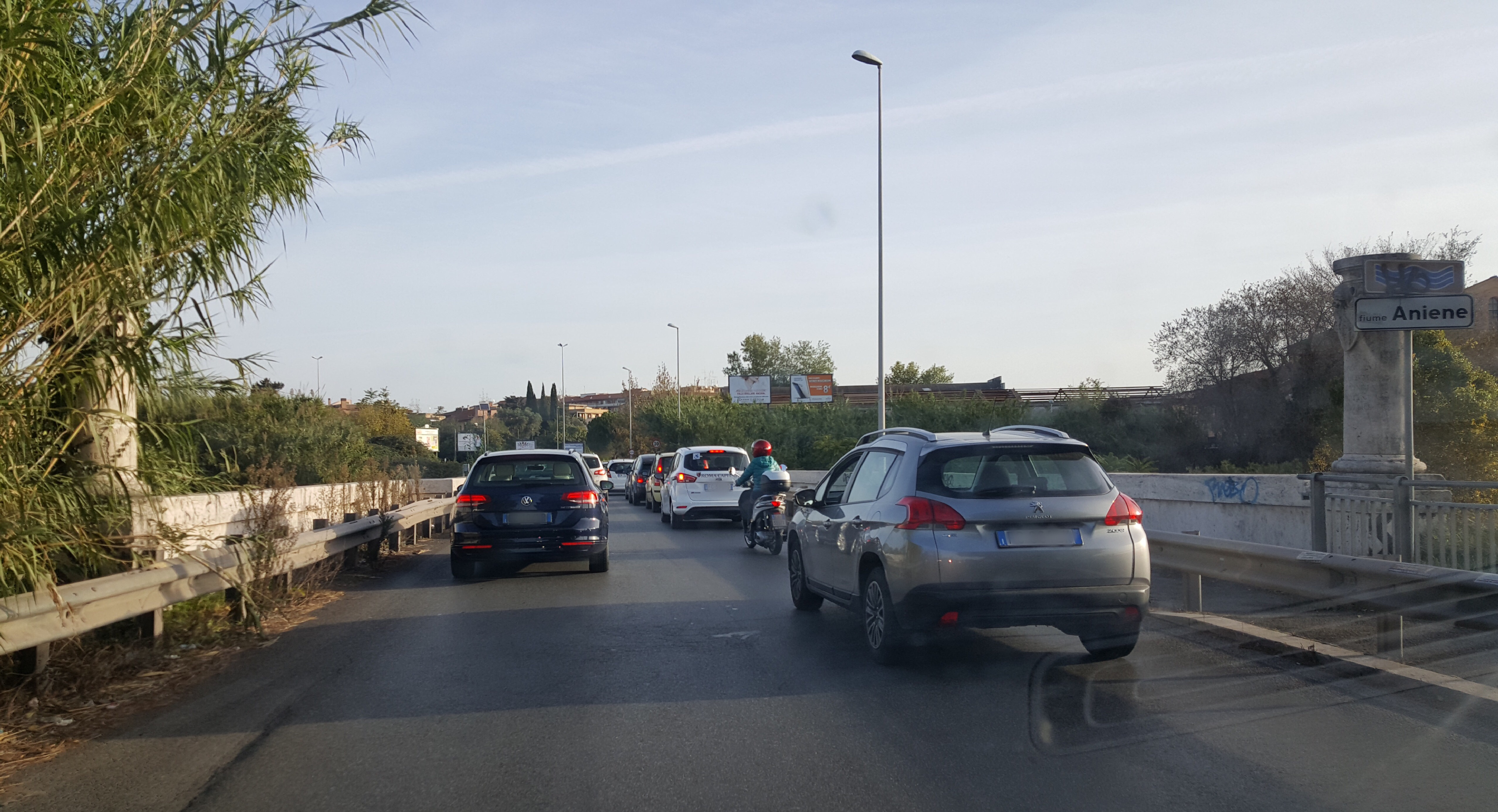
A moderna Ponte Mammolo.

Em 1849, a ponte foi explodida pelos franceses por motivos militares e suas ruínas estão hoje no rio Aniene ao longo do antigo percurso da antiga Via Tiburtina. Durante os períodos de seca ainda se pode ver restos em tufo dos pilares de sustentação do vão central, sobre os quais passa hoje o aqueduto Água Márcia. Logo a jusante foi descoberta uma estrutura, também em opus quadratum, que acredita-se ser uma espécie de cais com cerca de 16,8 metros de comprimento que protegia a margem esquerda, sobre o qual foram construídas estruturas medievais.
A conservação do local é ruim e depende de intervenção governamental, especialmente da estatal que cuida do manejo da água (Acea). Em 2009 começaram obras de valorização da Reserva Natural do Vale do Aniene, em cujo interior estão as ruínas da ponte, com a abertura de uma pequena área verde pública às margens do Aniene perto da estação do metrô Ponte Mammolo e com o projeto de recuperação daOsteria del Frustone, um importante sítio histórico localizado no ponto de cruzamento do rio onde ficava a ponte. As ruínas podem ser alcançadas a partir da Nardi Vaccheria, na moderna Via Via degli Alberini.

### Ponte de Pio IX
A restauração subsequente foi orçada em 4 000 escudos, o que fez com que o papa Pio IX e Estado da Igreja determinassem a construção, a cerca de 400 metros a montante, em 1853, de uma nova ponte sob a liderança do engenheiro Vincenzo Glori, conhecida como "Ponte gemmela" ("Ponte gêmea"). Esta ponte tinha cerca de 63 metros de comprimento e cruzava o Aniene num arco de volta perfeita rebaixado com um vão de 25 metros, dos lados do qual se abriam na estrutura, completamente revestida de travertino, dois grandes óculos elípticos que permitiam um melhor escoamento da água durante uma cheia.
Em 1867, durante a Batalha de Mentana, esta nova ponte, da qual restam apenas ruínas, foi explodida também. 

### Nova Ponte Mammolo
A construção da Nova Ponte Mammolo (em italiano:  Nuovo Ponte Mammolo) é posterior à captura de Roma (1871). Na década de 1990, esta ponte foi duplicada, permitindo o tráfego nas duas mãos. O trecho da estrada que atravessa o Aniene pela antiga Ponte Mammolo, que antigamente correspondia ao traçado da Via Tiburtina, hoje se chama Via degli Alberini, ao passo que a moderna Via Tiburtina cruza o rio pela nova ponte.